# Wrona (szybowiec)
WS Wrona – polski szybowiec szkolny zbudowany w okresie międzywojennym.

## Historia

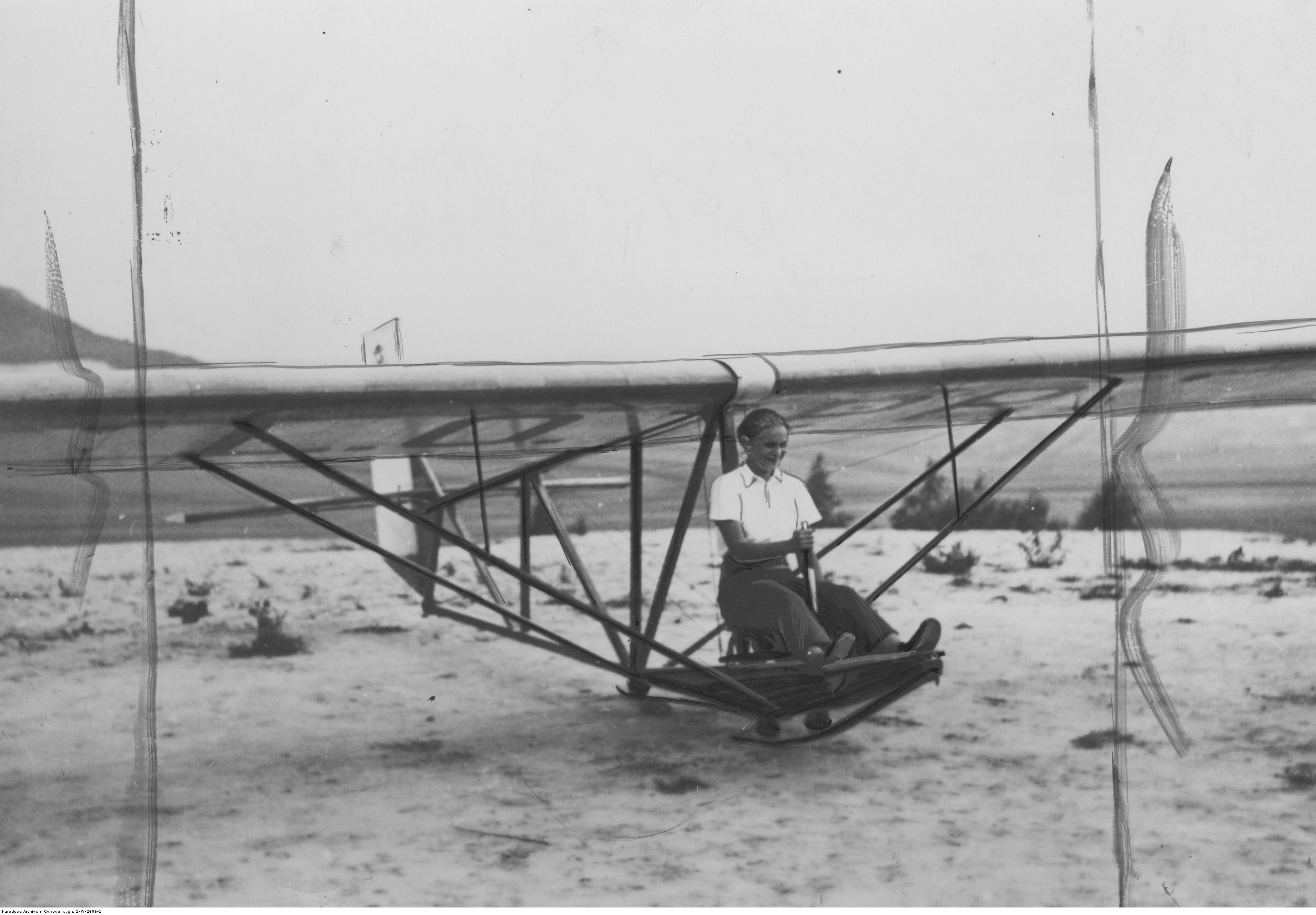
Jadwiga Piłsudska podczas ćwiczeń na szybowcu Wrona-bis

Szybowiec „Wrona” był pierwszą konstrukcją jaką opracowano w nowo utworzonych Warsztatach Szybowcowych w Warszawie. Prototyp zbudowano na początku 1932 roku i na wiosnę na lotnisku mokotowskim w Warszawie oblotu dokonał Szczepan Grzeszczyk. Szybowiec przeszedł testy i został skierowany do produkcji seryjnej. Ponadto konstruktor udostępnił dokumentację (za opłatą 50 złotych za dokumentację i 20 zł za licencję), która pozwalała na budowanie szybowca przez lokalne kluby szybowcowe. Warsztaty Szybowcowe sprzedawały również materiały do budowy szybowca oraz gotowe elementy konstrukcyjne, które pozwalały ograniczyć pracę pasjonatów szybownictwa wyłącznie do montażu. W 1937 roku Instytut Techniki Szybownictwa i Motoszybownictwa opracował uzupełnioną dokumentację, w formie książkowej, o sposobie budowy, konserwacji i naprawy szybowca. W 1939 roku ITSiM wydał kolejny komplet rysunków technicznych szybowca, który sprzedawano w cenie 5 złotych.
W 1934 roku powstała powiększona wersja szybowca oznaczona jako „Wrona-bis”. W nowej wersji zwiększono o 0,5 m rozpiętość skrzydeł, masa własna szybowca wzrosła do 75 kilogramów, co pozwoliło na wykonywanie na szybowcu lotów przez pilotów o masie ciała do 80 kg. Powierzchnia nośna wzrosła o 0,7 m² a wydłużenie płata zwiększyło się o 0,5 jednostki.

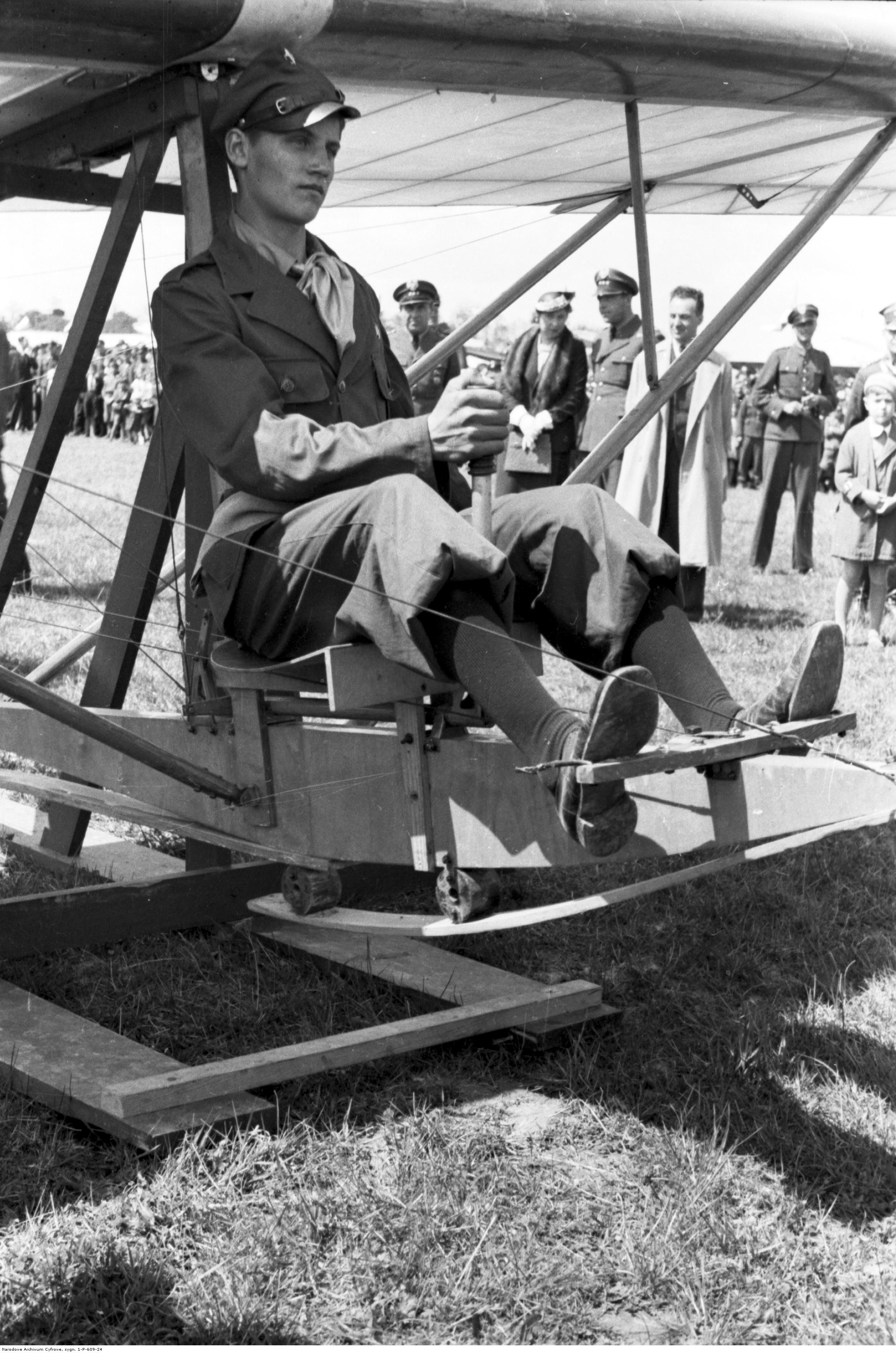
Szybowiec Wrona-bis na tzw. „szubienicy” – naziemnym trenażerze

Popularność tej konstrukcji i zapotrzebowanie lokalnych ośrodków szybowcowych spowodowało, że produkcja licencyjna ruszyła również w Harcerskich Warsztatach Szybowcowych (gdzie zbudowano 23 egzemplarze), Śląskich Warsztatach Szybowcowych w Bielsku (wyprodukowano 40 egz.) oraz w Wojskowych Warsztatach Szybowcowych w Krakowie (zbudowano ponad 100 sztuk). Ponadto ok. 50 „Wron” i „Wron-bis” zbudowały lokalne koła szybowcowe na podstawie zakupionej dokumentacji. Łącznie w Polsce wyprodukowano ok. 450 egzemplarzy szybowca obu wersji. Na bazie udostępnionej dokumentacji tworzono też inne warianty szybowca. W czerwcu 1933 roku w Miejskim Ośrodku Szybowcowym w Warszawie przebudowano „Wronę” dostosowując ją do potrzeb szkolenia pilotów samolotowych. Przebudowa objęła dodanie osłony kabiny wykonanej ze sklejki i modyfikację podwozia. Tak przebudowany szybowiec został wykorzystany w tym samym roku w ramach kursu doświadczalnego na lotnisku mokotowskim.
Szybowiec spodobał się za granicą i był produkowany na podstawie licencji w Estonii, Finlandii, Bułgarii, Jugosławii i Palestynie. W 1937 roku szybowiec został wykorzystany przez harcerską grupę szybowcową w Stanach Zjednoczonych do szkolenia Polonii amerykańskiej. Po zakończeniu szkolenia szybowiec pozostawiono w USA. Jeden lub dwa egzemplarze szybowca Wrona-bis zostały zamówione przez Egipt, ale nie zostały dostarczone.
Szybowiec charakteryzował się dobrymi osiągami, miał odpowiednie do celów szkoleniowych doskonałość i opadanie. Pozwalało to na szkolenie pilotów kategorii A i B z wykorzystaniem nawet niewielkich wzniesień. Prosta konstrukcja nie przeszkadzała w wykonywaniu dłuższych lotów: w 1936 roku Piotr Mynarski wykonał na nim lot trwający 4 godziny. „Wrona” miała również wady. Nacisk na niską masę szybowca powodował uszkodzenia konstrukcji podczas lądowania, co zwiększała koszty użytkowania. Ponadto była czuła na działanie steru wysokości, po przeciągnięciu (zwłaszcza przez początkujących uczniów) łatwo wchodziła w korkociąg.
W Instytucie Techniki Szybownictwa i Motoszybownictwa we Lwowie przeprowadzono badania „Wrony-bis” w tunelu aerodynamicznym Laboratorium Aerodynamicznego Politechniki Lwowskiej, które wykazały, że problem tkwi w wyważeniu szybowca i w konstrukcji usterzenia. Ster wysokości miał za dużą powierzchnię, a statecznik poziomy za małą. W celu usunięcia wady sprawdzono na szybowcu testowym trzy projekty przebudowy, testy prowadzono w Bezmiechowej. Pierwszy wariant przebudowy obejmował przekonstruowanie usterzenia oraz umieszczenie na nim mechanizmy różnicowego wychyleń steru. Ciężaru mechanizmu różnicowego wymusił zastosowanie przeciwwagi z przodu szybowca o masie 17 kilogramów, co było niepraktyczne i spowodowało rezygnację z tego projektu.

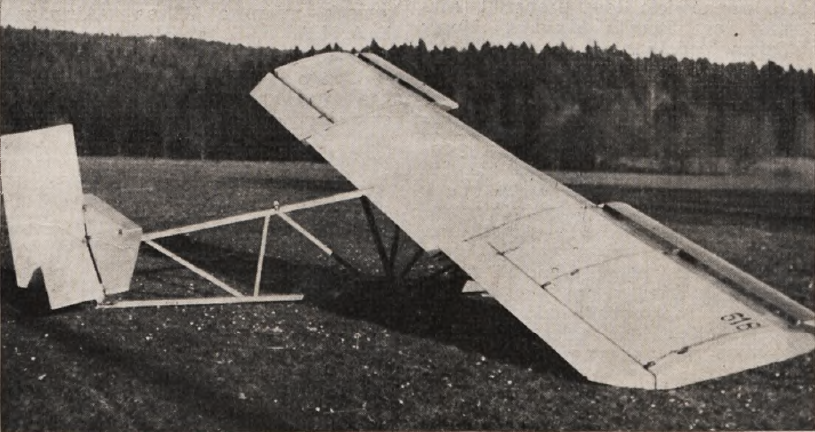
Szybowiec Wrona-bis ze slotami

Drugi rozwiązanie polegało ma zastosowaniu poprawionego usterzenia i umieszczeniu mechanizmu różnicowego przed środkiem ciężkości szybowca. Wyeliminowało to nadmierną czułość steru wysokości, ale ster reagował z niewielkim opóźnieniem. Wyeliminowało to też wchodzenie szybowca w korkociąg. Na bazie drugiego rozwiązania badano w Bezmiechowej trzecią wersję zmian polegającą na dodaniu stałych slotów. Szybowiec miał nieznacznie skuteczniejsze lotki, ale jego doskonałość uległa poważnemu pogorszeniu, zwiększyła się również prędkość opadania. Uznano zastosowanie slotów za niepraktyczne i nie wdrożono na egzemplarzach seryjnych. Instytut Techniczny Lotnictwa 20 października 1938 roku orzeczeniem Nr 770-36/BL/1938 dopuścił do użytku wersję drugą, została opracowana dokumentacja niezbędna do modyfikacji szybowców, którą udostępniono użytkownikom szybowca.

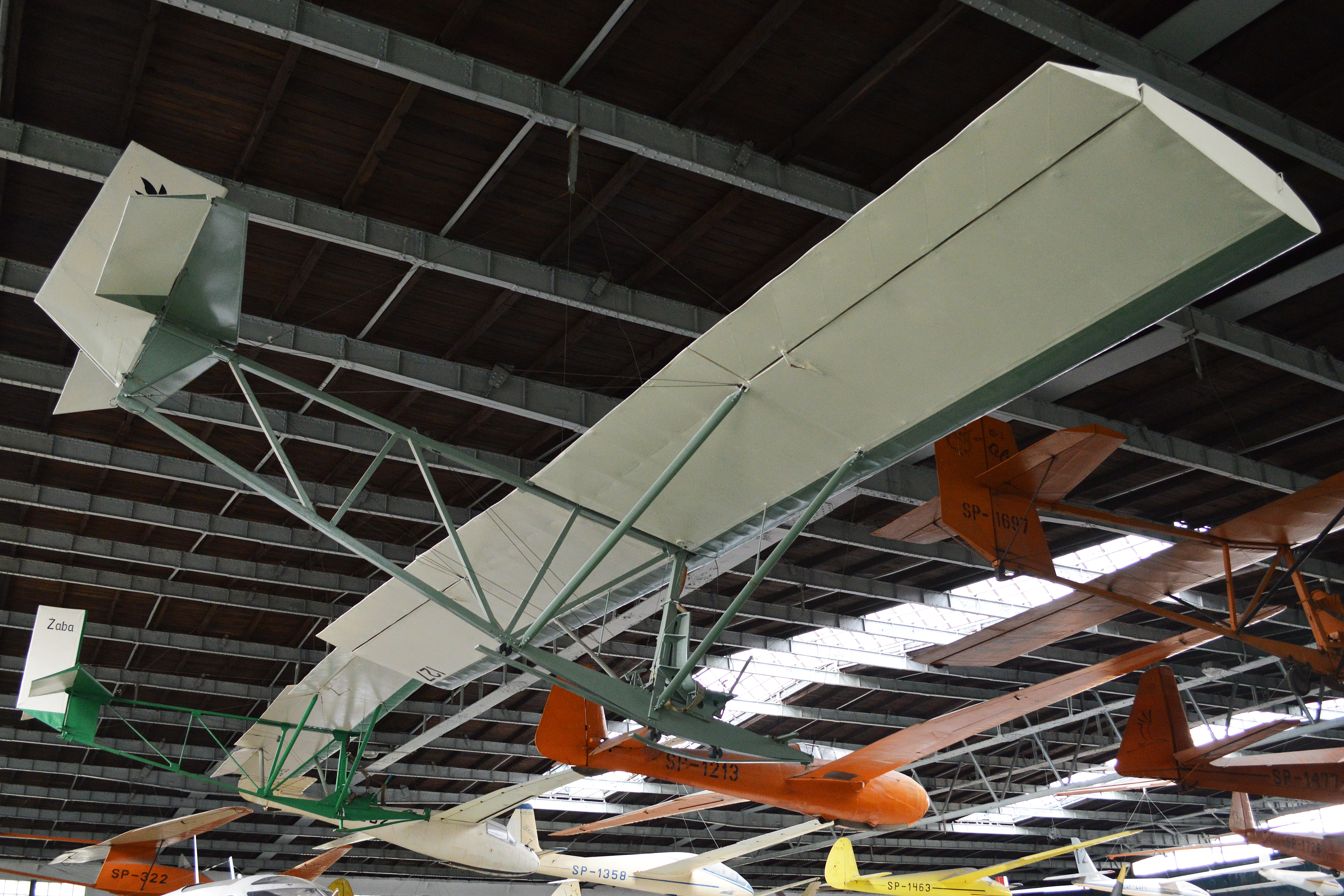
Wrona w zbiorach Muzeum Lotnictwa Polskiego w Krakowie

W momencie wybuchu II wojny światowej w użyciu było ok. 400 egzemplarzy „Wron-bis”. Część szybowców podczas kampanii wrześniowej uległa zniszczeniu, pozostałe zostały przejęte przez okupantów. Dwanaście zostało przekazane przez Niemcy lotnictwu Słowacji, gdzie były użytkowane pod nazwą „Vrana”. W 1942 roku na Wronach w Palestynie szkolili się Polacy. Jedna palestyńska Wrona zachowała się w Israel Air Force Museum w Chacerim. Jeden egzemplarz „Wrony” o numerze fabrycznym 127 został przechowany przez okres okupacji w zabudowaniach starej kopalni ropy naftowej Mac Allan w Krośnie. Po zakończeniu działań wojennych został wyremontowany w Instytucie Szybownictwa w Bielsku, 18 grudnia 1947 roku otrzymał znaki rejestracyjne SP-447. Został wykorzystana w 1948 roku do prób porównawczych z szybowcem IS-3 ABC. Na początku 1950 roku szybowiec został skreślony z rejestru statków powietrznych. Został przekazany do Muzeum Lotnictwa Polskiego w Krakowie.

## Konstrukcja
Jednomiejscowy szybowiec szkolny w układzie zastrzałowego górnopłatu o konstrukcji drewnianej.
Kadłub dwuczęściowy, składający się ze skrzynki i kratownicy. Na przodzie skrzynki znajdowało się miejsce pilota wyposażone w siodełko, drążek sterowy, orczyk i hak startowy. Kratownicowa część kadłuba była usztywniona w płaszczyźnie poziomej naciągami mocowanymi do skrzydeł.
Płat o obrysie prostokątnym, dwudzielny, dwudźwigarowy, wyposażony w lotki o napędzie linkowym. Do pierwszego dźwigara kryte sklejką, dalej płótnem. Podparty dwoma parami drewnianych zastrzałów. We „Wronie-bis” wprowadzono usztywnienie przednich zastrzałów wspornikami rurkowymi.
Usterzenie krzyżowe, statecznik pionowy kryty sklejką. Do niego był zamocowany dwudzielny statecznik poziomy, również kryty sklejką. Powierzchnie sterowe kryte płótnem, napęd sterów linkowy.
Podwozie jednotorowe złożone z dwóch amortyzowanych krążkami gumowymi płóz z drewna jesionowego zamontowanych pod skrzynką oraz płozy ogonowej.

## Malowanie
Elementy drewniane konstrukcji były malowane lakierem bezbarwnym, powierzchnie płócienne były w kolorze cellonu i pokryte lakierem bezbarwnym.